# آناتولی پارفیونوف
آناتولی ایوانوویچ پارفیونوف (روسی: Анатолий Иванович Парфенов، نوامبر۱۹۲۵–۲۸ ژانویه ۱۹۹۳) کشتی‌گیر سنگین‌وزن یونانی-رومی شوروی بود که در المپیک ۱۹۵۶ به مدال طلا دست یافت.
در جوانی پارفیونوف به عنوان مکانیک در یک کارخانه ریسندگی و بافندگی کار می‌کرد. در سال ۱۹۴۲، در طول جنگ جهانی دوم، او به ارتش شوروی سربازی گرفت و به عنوان مسلسل و بعداً به عنوان راننده تانک T-34 جنگید. در اکتبر سال ۱۹۴۳ در هنگام نبرد با دنیپور از ناحیه آرنج و بازو مجروح شد و پس از آن تا پایان عمر نتوانست بازو را کاملاً خم کند. برای خدمات در زمان جنگ او نشان‌های لنین و نشان جنگ میهنی را به او اهدا کردند. وی با افتخار در سال ۱۹۴۶ مرخص شد و به کارخانه ریسندگی خود بازگشت.
پارفیونوف در سال ۱۹۵۱، ۲۶ ساله بود که کشتی گرفت و در ۱۹۵۴ و ۱۹۵۷ عنوان سنگین‌وزن شوروی را به دست آورد و در ۱۹۵۶ و ۱۹۵۹ در جایگاه سوم قرار گرفت. او هرگز در فنون کشتی مهارت نداشت، اما به دلیل قدرت بدنی مورد احترام بود. پس از کناره‌گیری از مسابقات، پارفیونوف کار طولانی مدت خود را به عنوان مربی کشتی انجام داد و قهرمان المپیک ۱۹۷۶، نیکولای بالبوشین را بزرگ کرد. پسرش ولادیمیر نیز یک کشتی‌گیر رقابتی شد. در دهه‌های ۱۹۶۰ و ۷۰ پارفیونوف در فیلم‌های شوروی نقش‌های جزئی داشت، مانند یک محافظ امنیتی آلمان در هفده لحظه بهار. در سال ۱۹۹۹ یک کشتی بین‌المللی به احترام وی در مسکو برگزار شد. سیاره فرعی ۷۹۱۳ پارفیونوف به نام وی نامگذاری شده‌است.
وی همچنین برندهٔ جوایزی همچون نشان لنین شده‌است.
وی در مسابقات کشوری و بین‌المللی در مجموع برندهٔ ۱ مدال طلا شده‌است.